# 商号
商号（しょうごう）とは、個人商人や会社が営業を行うにおいて自己を表示するために使用する名称。

## 日本法における商号
日本では、主に商法、会社法及び商業登記法等において、その取扱いについて規定されている。なお、以下、本稿において平成17年7月26日法律第87号による改正前の商法は「旧商法」として区別する。

### 商号の選定

#### 商号の選定の方法
会社及び外国会社を除く商人の商号
商号の選定に関する立法主義には、営業の実態と合致したものに限るとする商号真実主義もあるが、日本の商法は会社及び外国会社を除く商人について、原則として、その氏、氏名その他の名称をもって自由に商号を付けることができるものとして商号自由主義を採用する（商号選択の自由。商法11条1項、旧商法16条）。
会社の商号
会社法は、会社について、その名称が商号であるとしており（会社法6条1項、旧商法17条、旧有限会社法3条第1項）、逆に会社でない者は商号に会社であることを示す文字を使用することができない（会社法7条、旧商法18条）。また、会社は、その種類に従い、商号中に株式会社、合名会社、合資会社、合同会社の文字を用いなければならない（会社法6条、旧商法17条、旧有限会社法3条第1項）。
持分会社がその商号中に退社した社員の氏若しくは氏名又は名称を用いているときは、退社した社員は、その名称の使用をやめることを請求できる（会社法613条）。
各種業法などに定める名称の使用
銀行、労働金庫、信用金庫、保険会社、信託会社、無尽会社、農業協同組合、漁業協同組合、事業協同組合、消費生活協同組合など特にその信用維持を確保すべきものとして法律で定められている一定の業種については、商号や名称の中に「銀行」、「労働金庫」、「信用金庫」などそれぞれの業種を示す文字を使用しなければならないものとされている（銀行法6条1項、労働金庫法8条1項、信用金庫法6条1項、保険業法7条1項、信託業法14条1項、無尽業法4条1項、農業協同組合法4条1項、水産業協同組合法3条1項、中小企業等協同組合法6条1項、消費生活協同組合法3条1項）。他方で、これらの業種にない者はその名称や商号に「銀行」や「労働金庫」などの文字を用いることを禁じられている（銀行法6条2項、労働金庫法8条2項、信用金庫法6条2項、保険業法7条2項、信託業法14条2項、無尽業法4条2項、農業協同組合法4条2項、水産業協同組合法3条2項、中小企業等協同組合法6条2項、消費生活協同組合法3条2項など）。
また、「日本銀行」など特定の法人に限って独占使用が認められている特定の名称については、その名称の使用が認められている法人以外の者がその文字を用いることはできない（日本銀行法13条、日本電信電話株式会社等に関する法律8条、日本たばこ産業株式会社法4条、成田国際空港株式会社法4条、株式会社日本政策金融公庫法5条1項など）。

#### 商号の選定に関する制限
商号の選定に関しては以下のような制限を受ける。
商号単一の原則
商人は複数の商号を保有することができるが、同一営業については同一営業所で複数の商号を持つことはできない。
会社の名称等に関する規制
前述のように、会社はその会社の種類に従って「株式会社」や「合名会社」などの文字を用いなければならず（会社法6条2項）、他の種類の会社であると誤認されるおそれのある文字を用いることができない（会社法6条3項）。また、会社でない者は会社であると誤認されるおそれのある文字を名称や商号に用いることができない（会社法7条）。
他の商人と誤認させる名称等の使用の禁止
何人も、不正の目的をもって、他の商人や他の会社であると誤認されるおそれのある名称又は商号を使用してはならない（商法12条1項・会社法8条、旧商法21条）。これに違反した者は、100万円以下の過料に処せられる（商法13条・会社法978条3号、旧商法22条）。
銀行など一定の業種については、その業種を表す特定の名称を商号に使用することが義務づけられており、また、これら以外の者がその業種を表す文字を商号に用いることが禁じられている（前述の「各種業法などに定める名称の使用」を参照）。また、宅地建物取引業のように（他法令で禁止されているものを除き）法令での制限こそないものの、ある条件に当てはまる文字が入っていると免許申請で受け付けられず、商号の変更を求められることもある。
※このほか商号登記において文字の制約がある（後述）。

### 商号登記
商人が自然人である場合には商号の登記は任意であるが（商法11条2項）、会社である場合には必ず商号の登記を要する（会社法911条3項2号・会社法912条2号・会社法913条2号・会社法914条2号）。
なお、他人の既に登記した商号と同一であり、かつ、その営業所の所在場所が他人の商号の登記に係る営業所の所在場所と同一であるときは、登記することができない（商業登記法第27条・同一の所在場所における同一の商号の登記の禁止）。

#### 文字の制約

##### 2002年10月31日以前
商業登記上、以前は商業登記規則により、商号中にアルファベットやアラビア数字などの使用は認められていなかった（同規則48条の解釈。漢字であれば使用できる字体に制限がないとも解釈できる。ただし漢数字の「〇」については、漢字ではなく符号とみなされているため使用できない。例：FM802（大阪府のFM放送業）の商号は「株式会社エフエム八〇二」にすることもできなかったため、株式会社エフエムはちまるにとなった）。そのため、定款上はアルファベットであるが登記上は片仮名である会社もある（例：株式会社KVK（岐阜県の水栓金具業）→登記上は株式会社ケーブイケー、TDF株式会社（かつて宮城県に存在した輸送機器用鍛造品業）→登記上はテーデーエフ株式会社、株式会社PALTEK（神奈川県の半導体専門商社）→登記上は株式会社パルテックなど）。さらに以前はカタカナのャュョッァィゥェォも使用が認められなかったため、登記上の商号をヤユヨツアイウエオに置き換えたケースもある（例：ジャパンタイムズ（東京都の英字新聞社）→当時の登記上は株式会社ジヤパンタイムズ）。

##### 2002年11月1日以降
2002年11月1日から商号の登記にローマ字（ローマン・アルファベット）、アラビア数字、＆（アンパサンド）等一部の符号の使用が認められた。
一方で反対解釈として、ギリシア文字、キリル文字、@（アットマーク）等は使用できない。前述の漢数字「〇」も認められなかった。
アルファベットが使用できることとなったことに合わせて、登記上の商号を片仮名からアルファベットに変更している会社もある（例：ティーディーケイ株式会社→TDK株式会社、ケイディーディーアイ株式会社→KDDI株式会社、エヌティエヌ株式会社→NTN株式会社、株式会社アクセス→株式会社ACCESS、株式会社ワウワウ→株式会社WOWOW、株式会社ジュージヤ→株式会社JEUGIA、アール・ケー・ビー毎日放送株式会社→RKB毎日放送株式会社、株式会社ティー・ヴイ・キュー九州放送→株式会社TVQ九州放送、アスティ株式会社→ASTI株式会社、株式会社エスティネット→株式会社STNet、ジューキ株式会社→JUKI株式会社、ジェイアール九州バス株式会社→JR九州バス株式会社、株式会社ビーエムジーファンハウス→株式会社BMGファンハウスなど）。また、株式会社アイビーシー岩手放送や株式会社アール・エフ・ラジオ日本、株式会社ビーエスフジやジェイ・アール北海道バス株式会社の様に解禁後もカタカナ社名を維持している会社や株式会社NST新潟総合テレビのように後から略称の「NST」を追加した例も存在する。
従来より容認されている中黒（・）の入った商号を使用している企業（株式会社ソニー・ピクチャーズ エンタテインメントなど）も、商業登記規則の改正に伴い、近年増加している。
空白（スペース）は、ローマ字を用いて複数の単語を表記する場合に限り、認められている。

#### 会社名と商号
前述のように、例えば株式会社の場合、「○○株式会社」または「株式会社○○」のように、その商号中に「株式会社」を含まなければならない。他に会社の形態にはかつての有限会社や現在の特例有限会社、合名会社、合資会社および合同会社についても同様である。
「会社名」または「社名」は商法や会社法で定められたものでなく、社会通念としての呼称（呼び方）であり、「○○株式会社」であっても、会社の形態を含まず「○○」であっても一般的に認識されている。ただし、「○○」と称した場合、同一のものが有ることがあり、注意を要する。また商号である「○○株式会社」など一つの法務局の管轄地域内であればその本社は一つしか商号として登記上認められない。本社が或る法務局の管轄地域にあり、その会社が別の法務局の管轄地域内に本社業務以外の拠点を置く場合は、「○○株式会社△△営業所」など、支店、営業所、出張所、工場、製造所などを含めて表し、本社では無いことを唱わなければならない。また、英文社名が定款で定められることがあるが、これは日本法上の商号ではない。

### 名板貸
自己の商号の使用を他人に許諾した商人は、誤認して取引をした者に対し、連帯して債務の弁済責任を負う（名板貸責任、商法14条、会社法9条、旧商法23条）。ただし、営業主と誤認するについて重大な過失があった者に対しては責任を負わない（判例）。

### 商号権

#### 商号権の意義
商人が商号上に有する様々な権利を総称して商号権といい、商号権には商号使用権と商号専用権がある。
商号使用権（積極的商号権）
自らの商号を他人から妨害されずに用いることができる権利（商法12条1項、会社法8条1項）
商号専用権（消極的商号権）
自らの商号と誤認されるおそれのある商号を他人が不正に用いることを排除する権利（商法12条2項、会社法8条2項）

#### 不正競争防止法による商号の保護
著名性を有する他人の商号と同一もしくは類似した商号の使用するなどの行為は不正競争防止法上の「不正競争」となり（不正競争防止法第2条）、差止請求権や損害賠償請求権が認められることになる。
- 差止請求権（不正競争防止法第3条）
- 損害賠償請求権（不正競争防止法第4条）

#### 類似商号規制の廃止
かつては、商法において、同一市区町村内で同一事業目的である場合には商号登記を認めない規制（類似商号規制）があったが、会社法の施行時の商法改正に伴い廃止された。同一商号による不正競争に対しては、不正競争防止法で対応すれば十分とされたためである。

### 商号の譲渡・相続
商号の譲渡
商号は営業とともにする場合又は営業を廃止する場合に限り、有償もしくは無償を問わず、譲渡することができ、登記すれば第三者に対抗できる（商法15条、旧商法24条）。営業を譲り受けた商人が譲渡人の用いていた商号を続用する場合には商法15条に定められる責任を伴う。
商号の相続
商号は相続の対象となる（商業登記法30条3項・商業登記法32条）。

### 商号の廃止・変更
商号の廃止・変更には登記を要する（商法10条、会社法909条）。銀行など特定の業種の商号については商号の変更に認可を必要とする（銀行法6条3項など）。なお、現に使用されていないにもかかわらず商号の登記をした者が廃止等の登記をしていない場合には、当該商号の登記に係る営業所の所在場所において同一の商号を使用しようとする者は、登記所に対し、当該商号の登記の抹消を申請することができる（商業登記法33条）。

## 英米法における商号
英米法では商号はtrade nameまたはbusiness nameという。
商号は個人事業主である商人や、法人等会社において定められ、それぞれの営業ないし事業のグッドウィル（日本語でいうのれん）を示すための機能を有している。
英米法でも不正競争禁止の法理により商号は商号権の侵害から保護を受ける。
なお、英米法では組合（partnership）が事業に用いる名称も商号（business name）という。